# マロエラップ空港
マロエラップ空港（英: Maloelap Airport）とは、マーシャル諸島マロエラップ環礁のタロア島にある空港である。戦前から戦中にかけてはタロア飛行場（英: Taroa Airfield）、タロア基地とも称された。

## 歴史
1939年（昭和14年）に完成。完成当初はタロア飛行場と呼ばれ、1943年（昭和18年）にミリ飛行場が完成するまでは日本最東端の飛行場であった。完成後は日本海軍の管理下に置かれ、日米開戦直前の1941年（昭和16年）10月31日には千歳海軍航空隊が進出した。
開戦後の1942年（昭和17年）2月1日、タロア飛行場はウィリアム・ハルゼー中将指揮下の米機動部隊による攻撃を受ける。この時、タロア飛行場は重巡洋艦チェスターと駆逐艦2隻による艦砲射撃を受け、空母エンタープライズから発進した攻撃隊により3波にわたる空襲を受けた。日本軍は攻撃の合間に九六式艦上戦闘機や九六式陸上攻撃機を発進して反撃し、米軍機を12機（うち不確実3機）撃墜したが、日本軍は中井一夫大尉を始めとする搭乗員を失い、基地施設にも損害が出た。
その後、千歳海軍航空隊の交代要員として1942年（昭和17年）12月1日に第七五五海軍航空隊（陸上攻撃機隊 以下七五五空と記す）、1943年（昭和18年）2月27日に第二五二海軍航空隊（艦上戦闘機隊 以下二五二空と記す）がタロア飛行場に進出し、哨戒任務にあたった。しかし11月21日から始まったギルバート諸島沖航空戦で七五五空はその戦力をほとんど失い、再建のためテニアン島ハゴイ飛行場に撤退した。そのため、タロア飛行場は12月5日に起こったマーシャル諸島沖航空戦では中継基地として使用されるにとどまった。
二回の航空戦ののち、12月7日に七五五空と二五二空隊員全員の集結命令が出たため、七五五空隊員36名と二五二空隊員24名がタロア飛行場に集結した。ちなみに、この時タロア飛行場で稼働していたのは陸攻3機と戦闘機27機であった。
年が明けて、翌1944年（昭和19年）1月30日から米軍によるマーシャル諸島攻略作戦が開始される。この時米軍は、後方にあたるクェゼリン環礁への上陸作戦を行い、タロア飛行場のあるマロエラップ環礁を素通りした。そのため、2月5日に七五五空と二五二空隊員全員に対して撤退命令が出され、隊員60名は陸攻3機に分乗し、トラック、テニアンを経由して内地に脱出した。しかし、海軍設営隊員や陸戦隊員、陸軍部隊はそのままタロア島に残留することになった。
その後、終戦までタロア島では地上戦闘は行われなかったが、後方に取り残されたことにより饑餓に苦しむことになった。残留していた日本軍将兵と軍属3097名のうち生き残った者は1041名であった。 
戦後、タロア飛行場はマロエラップ空港と改称され、現在もマロエラップ環礁への玄関口として機能している。

## 就航路線
| 航空会社           | 目的地           |
| ------------------ | ---------------- |
| マーシャル諸島航空 | マジュロ、オール |

## 脚註
1. ↑  草思2004年12月号pp46